# Efeito Hall quântico
O efeito Hall quântico, também chamado de efeito Hall quântico inteiro, é uma versão do efeito Hall em mecânica quântica, observado em sistemas bidimensionais de elétrons  submetidos a baixas temperaturas e fortes campos magnéticos, em que a condutividade Hall {\displaystyle \sigma } sofre certas transições quânticas para assumir valores quantizados:
{\displaystyle \sigma ={\frac {I_{\text{canal}}}{V_{\text{Hall}}}}=\nu \;{\frac {e^{2}}{h}}.}
Nessa expressão {\displaystyle I_{\text{canal}}} é o canal, {\displaystyle V_{\text{Hall}}} é a tensão de Hall, {\displaystyle e} é a carga do elétron e {\displaystyle h} é a constante de Planck.

## Aplicações
A quantização da condutância Hall ({\displaystyle G_{xy}=1/R_{xy}}) tem a importante propriedade de ser extremamente precisa. As medições reais da condutância Hall foram consideradas múltiplos inteiros ou fracionários de ⁠e2/h⁠ para quase uma parte em um bilhão. Permitiu a definição de um novo padrão prático para resistência elétrica, baseado na a resistência quântica dado pela constante de von Klitzing RK. O nome é uma homenagem a Klaus von Klitzing, o descobridor da quantização exata. O efeito Hall quântico também fornece uma determinação independente extremamente precisa da constante de estrutura fina, uma quantidade de fundamental importância na eletrodinâmica quântica.

Em 1990, um valor convencional fixo RK-90 = 25812.807 Ω foi definido para uso em calibrações de resistência em todo o mundo.Em 16 de novembro de 2018, a 26ª reunião da Conferência Geral de Pesos e Medidas decidiu fixar valores exatos de h (a constante de Planck) e e (a carga elementar), substituindo o valor de 1990 por um valor permanente exato  RK = h/e2 = 25812.80745... Ω.